# Calamotropha agryppina
Calamotropha agryppina is een vlinder uit de familie grasmotten (Crambidae). De wetenschappelijke naam van deze soort is voor het eerst geldig gepubliceerd in 1961 door Błeszyński.
De soort komt voor in tropisch Afrika.